# Jardin de Balata
Jardin de Balata – ogród botaniczny na Martynice, kilkanaście kilometrów na północny zachód od Fort-de-France, otwarty 19 kwietnia 1986 roku. Rosną tu drzewa, krzewy i kwiaty z gatunków spotykanych w strefie podzwrotnikowej całego świata. W pobliżu ogrodu istnieje także niewielkie arboretum.